# Cyperus polyanthelus
Cyperus polyanthelus är en halvgräsart som beskrevs av Ethirajalu Govindarajalu. Cyperus polyanthelus ingår i släktet papyrusar, och familjen halvgräs. Inga underarter finns listade i Catalogue of Life.